# Менелай Пелагонийски
Вижте пояснителната страница за други личности с името Менелай.
Менелай Пелагон (на старогръцки: Μενέλαος Πϵλαγών) е вероятно княз на Пелагония и Линкестида в Горна Македония през IV век пр. Хр.
Той е вероятно син на Архабай II от Линкестида. Той е известен от два надписа от 363/362 и 360 г. пр. Хр.
В първия надпис на Акропола в Атина той е почетен като ϵὐεϱγέτης, Euergētes за военната и финансова му подкрепа на Халкидически полуостров против Македония. Там той е наречен с етникон „Пелагон“ (Πϵλαγών, Pelagōn). Вторият надпис е един декрет на Троя, която дава на Менелай почетно гражданство. Там той има допълнителното име „Атинец“ (Αθηναἰος, Athenaios), за помощта му на Атина.
Менелай през 363 г. пр. Хр. е изгонен от Линкестида от македонския цар Пердика III. Изгнаниeто си прекарва в Атина.